# Crossandra angolensis
Crossandra angolensis är en akantusväxtart som beskrevs av Spencer Le Marchant Moore. Crossandra angolensis ingår i släktet Crossandra och familjen akantusväxter. Inga underarter finns listade i Catalogue of Life.